# Holly Beatie
Pour les articles homonymes, voir Beatie.
Holly Beatie-Farr est une biathlète américaine.

## Biographie
Holly Beatie fait partie des participantes au prenier championnat du monde féminin en 1984 à Chamonix, où elle décroche la médaille de bronze du relais avec Kari Swenson et Julie Newman.
Elle court aussi les Championnats du monde 1986.

## Palmarès

### Championnats du monde
| Épreuve    | 1984 à Chamonix | 1986 à Falun |
| ---------- | --------------- | ------------ |
| Individuel | 29e             | 32e          |
| Sprint     | 26e             | 34e          |
| Relais     | Bronze          | -            |